# Чубаров, Вадим Георгиевич
Вадим Георгиевич Чубаров — советский хозяйственный, государственный и политический деятель.

## Биография
Родился в 1926 году в Дружковке Донецкой области. Член КПСС.
Участник Великой Отечественной войны. С 1950 года — на хозяйственной, общественной и политической работе. В 1950—1990 гг. — хозяйственный работник в городе Москве, секретарь парткома завода в городе Москве, председатель Кировского районного исполнительного комитета города Москвы, первый секретарь Кировского райкома КПСС города Москвы, управляющий делами Московского обкома и Московского горкома КПСС.
Делегат XXIII, XXV, XXVI и XXVII съездов КПСС.
Умер после 1990 года.